# Lekkoatletyka na Letnich Igrzyskach Olimpijskich 1964 – pięciobój kobiet
Pięciobój kobiet podczas XVIII Letnich Igrzysk Olimpijskich w Tokio rozegrano 16 i 17 października 1964 na Stadionie Olimpijskim w Tokio. Konkurencje te rozegrano po raz pierwszy na igrzyskach olimpijskich. Zwyciężczynią została Irina Press ze Związku Radzieckiego mistrzyni w biegu na 80 metrów przez płotki z igrzysk olimpijskich w 1960 w Rzymie. Srebrny medal wywalczyła Brytyjka Mary Rand, która na igrzyskach w Tokio zwyciężyła w skoku w dal. Irina Press ustanowiła rekord świata rezultatem 5246 punktów.

## Rekordy

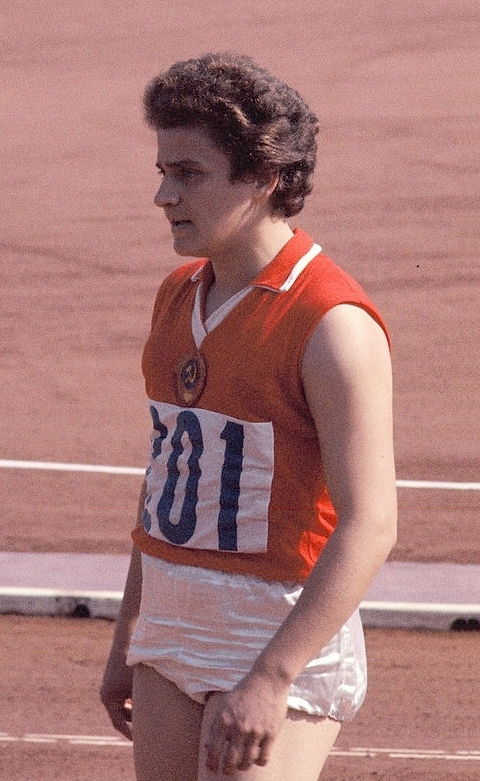
Irina Press

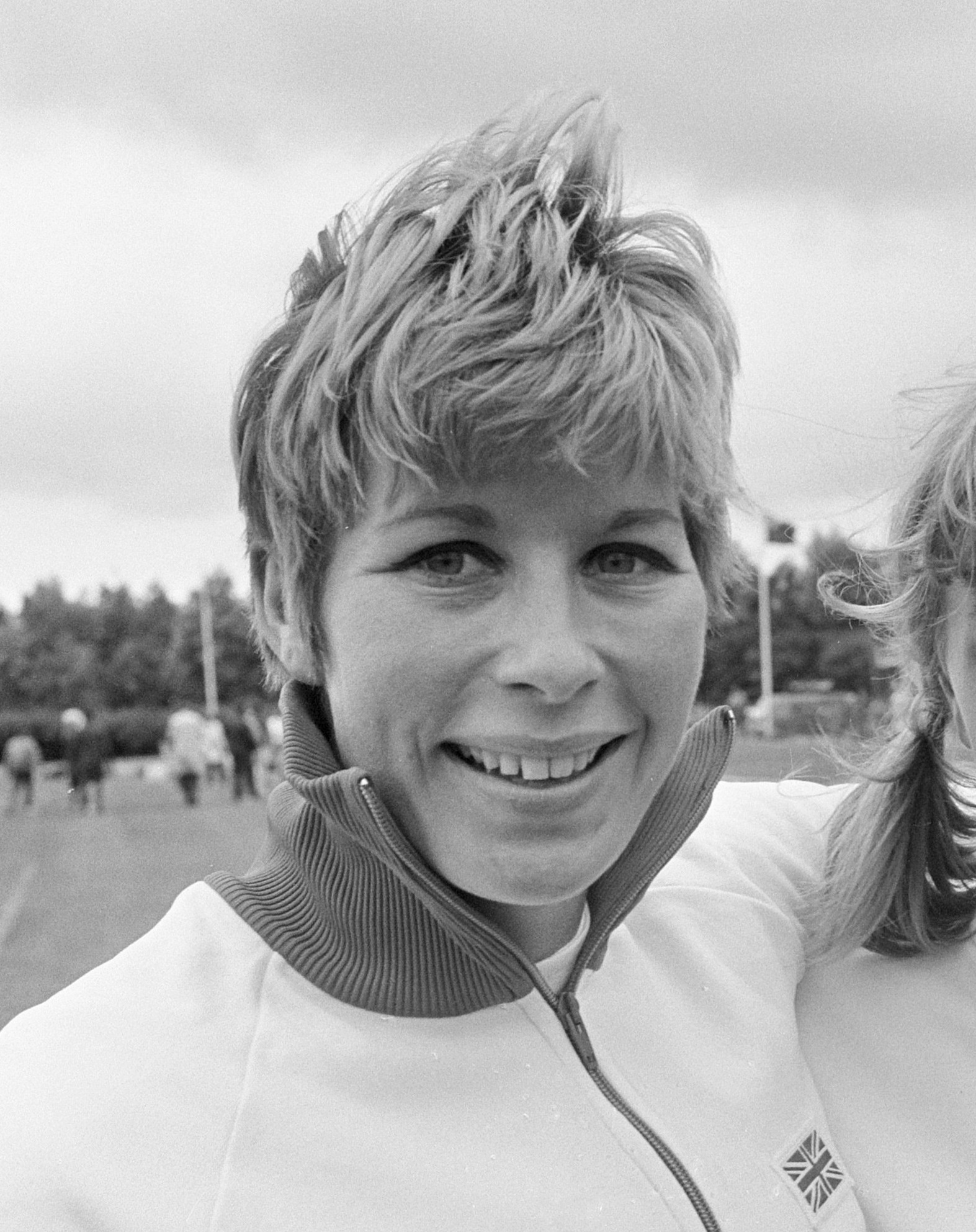
Mary Rand

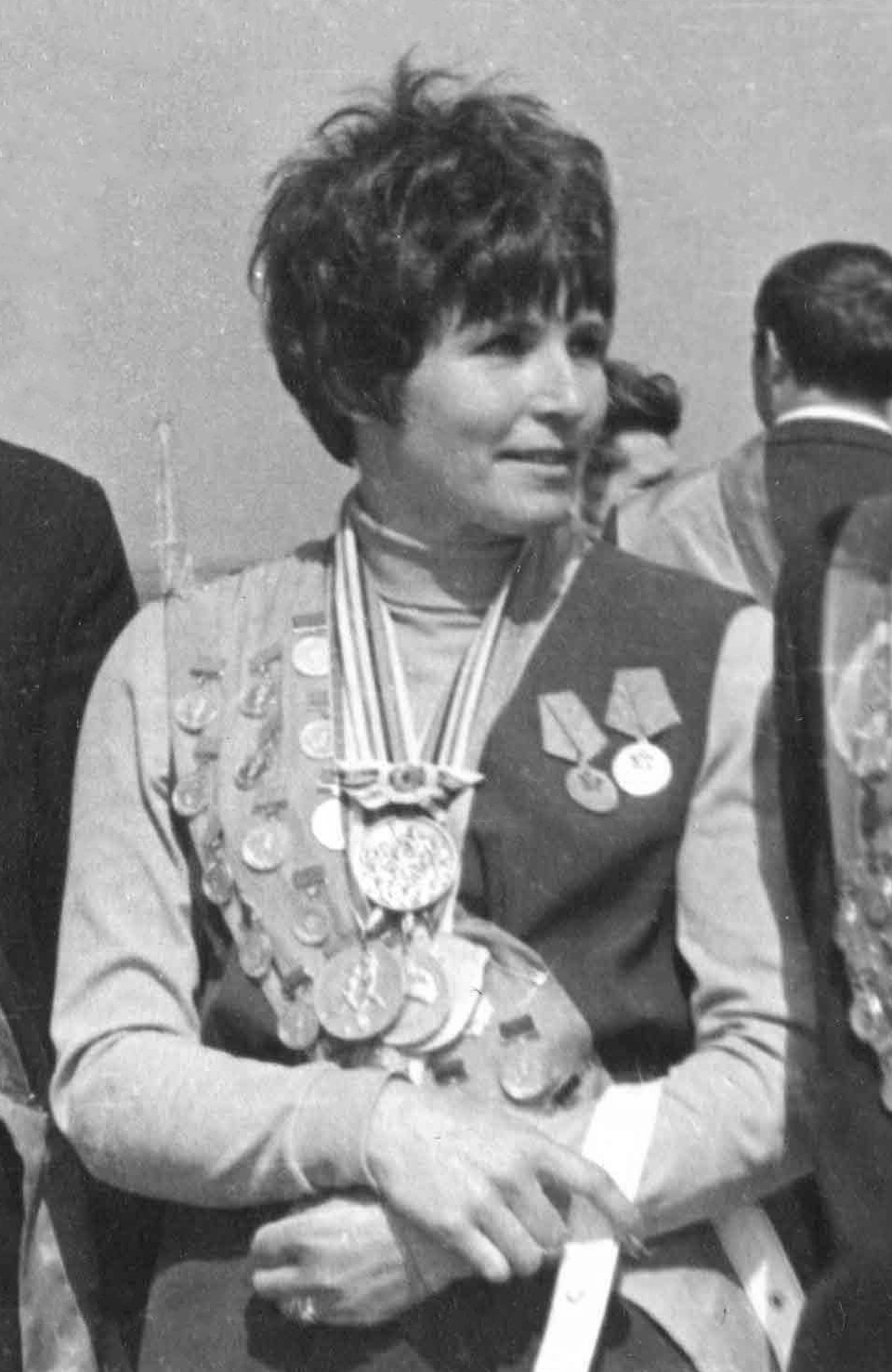
Galina Bystrowa

|               | zawodniczka | narodowość | wynik | data                | miejsce |
| ------------- | ----------- | ---------- | ----- | ------------------- | ------- |
| Rekord świata | Irina Press | ZSRR       | 5194  | 29–30 września 1964 | Kijów   |

## Wyniki
| Poz. - pozycja |
| – rekord świata \| – rekord krajowy \| – rekord życiowy \| = – wyrównany rekord życiowy \| · – najlepszy wynik w sezonie \| = – wyrównany najlepszy wynik w sezonie \| – rekord olimpijski |
| DNF – nie ukończyła \| DNS – nie wystartowała \| DSQ – zdyskwalifikowana \| NM – Brak zaliczonej wysokości                                                                                 |

| Poz. | Zawodniczka      | Punkty | 80 m ppł | Kula    | Wzwyż  | W dal  | 200 m  |
| ---- | ---------------- | ------ | -------- | ------- | ------ | ------ | ------ |
| 1    | Irina Press      | 5246   | 10,7 s   | 17,16 m | 1,63 m | 6,24 m | 24,7 s |
| 2    | Mary Rand        | 5035   | 10,9 s   | 11,05 m | 1,72 m | 6,55 m | 24,2 s |
| 3    | Galina Bystrowa  | 4956   | 10,7 s   | 14,47 m | 1,60 m | 6,11 m | 25,5 s |
| 4    | Mary Peters      | 4797   | 11,0 s   | 14,48 m | 1,60 m | 5,60 m | 25,4 s |
| 5    | Draga Stamejčič  | 4790   | 10,9 s   | 12,73 m | 1,54 m | 6,19 m | 25,2 s |
| 6    | Helga Hoffmann   | 4737   | 11,2 s   | 10,67 m | 1,60 m | 6,44 m | 25,0 s |
| 7    | Pat Winslow      | 4724   | 12,0 s   | 13,04 m | 1,63 m | 5,90 m | 24,6 s |
| 8    | Ingrid Becker    | 4717   | 11,6 s   | 11,62 m | 1,60 m | 6,17 m | 24,6 s |
| 9    | Nina Hansen      | 4611   | 11,0 s   | 11,26 m | 1,54 m | 6,27 m | 25,9 s |
| 10.  | Marija Siziakowa | 4580   | 11,0 s   | 11,87 m | 1,57 m | 5,94 m | 26,3 s |
| 11.  | Helen Frith      | 4557   | 11,9 s   | 11,16 m | 1,69 m | 5,87 m | 25,8 s |
| 12.  | Denise Guénard   | 4548   | 11,0 s   | 11,30 m | 1,60 m | 5,69 m | 25,9 s |
| 13.  | Jenny Wingerson  | 4514   | 11,3 s   | 12,06 m | 1,48 m | 5,52 m | 24,6 s |
| 14.  | Lia Hinten       | 4466   | 11,3 s   | 10,72 m | 1,45 m | 5,82 m | 24,5 s |
| 15.  | Dianne Gerace    | 4445   | 11,9 s   | 11,19 m | 1,69 m | 5,76 m | 26,9 s |
| 16.  | Oddrun Hokland   | 4429   | 12,0 s   | 10,05 m | 1,63 m | 5,79 m | 25,3 s |
| 17.  | Chi Cheng        | 4229   | 11,0 s   | 9,79 m  | 1,40 m | 5,72 m | 25,8 s |
| 18.  | Miyuki Takahashi | 3914   | 12,0 s   | 9,56 m  | 1,40 m | 5,51 m | 27,2 s |
| 19.  | Lee Hak-ja       | 3649   | 12,6 s   | 10,19 m | 1,35 m | 4,91 m | 27,5 s |
| 20   | Ulla Flegel      | 3476   | 12,2 s   | 11,66 m | 1,63 m | 5,22 m | DNF    |